# Ponjola

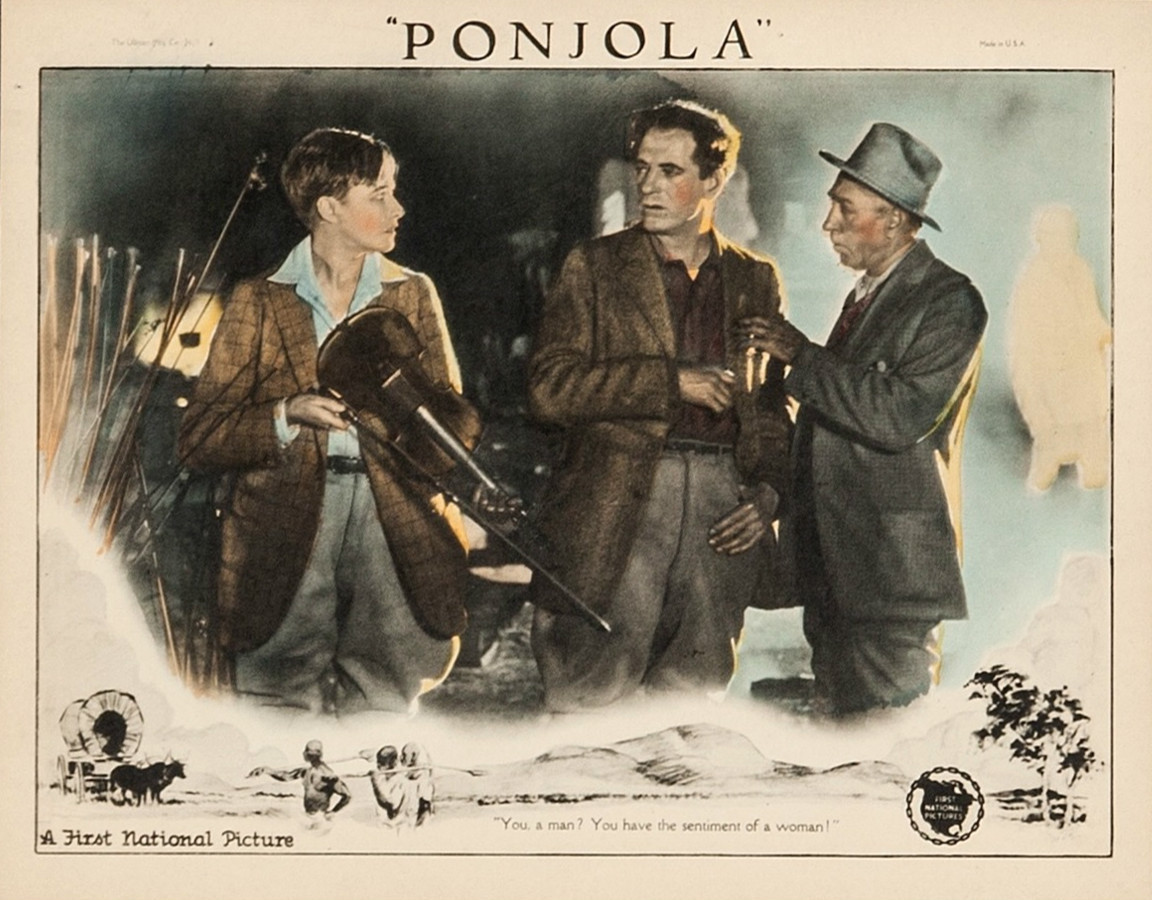
Carte promotionnelle du film.

Ponjola est un film américain réalisé par Donald Crisp, sorti en 1923.
Anna Q. Nilsson y joue un rôle où elle se déguise en homme.

## Fiche technique
- Réalisation : Donald Crisp
- Scénario : Charles Logue d'après Ponjola de Modèle:Ien
- Producteur : Sam E. Rork
- Photographie : Paul Perry
- Distributeur : Associated First National Pictures
- Durée : 70 minutes
- Date de sortie : 29 octobre 1923

## Distribution

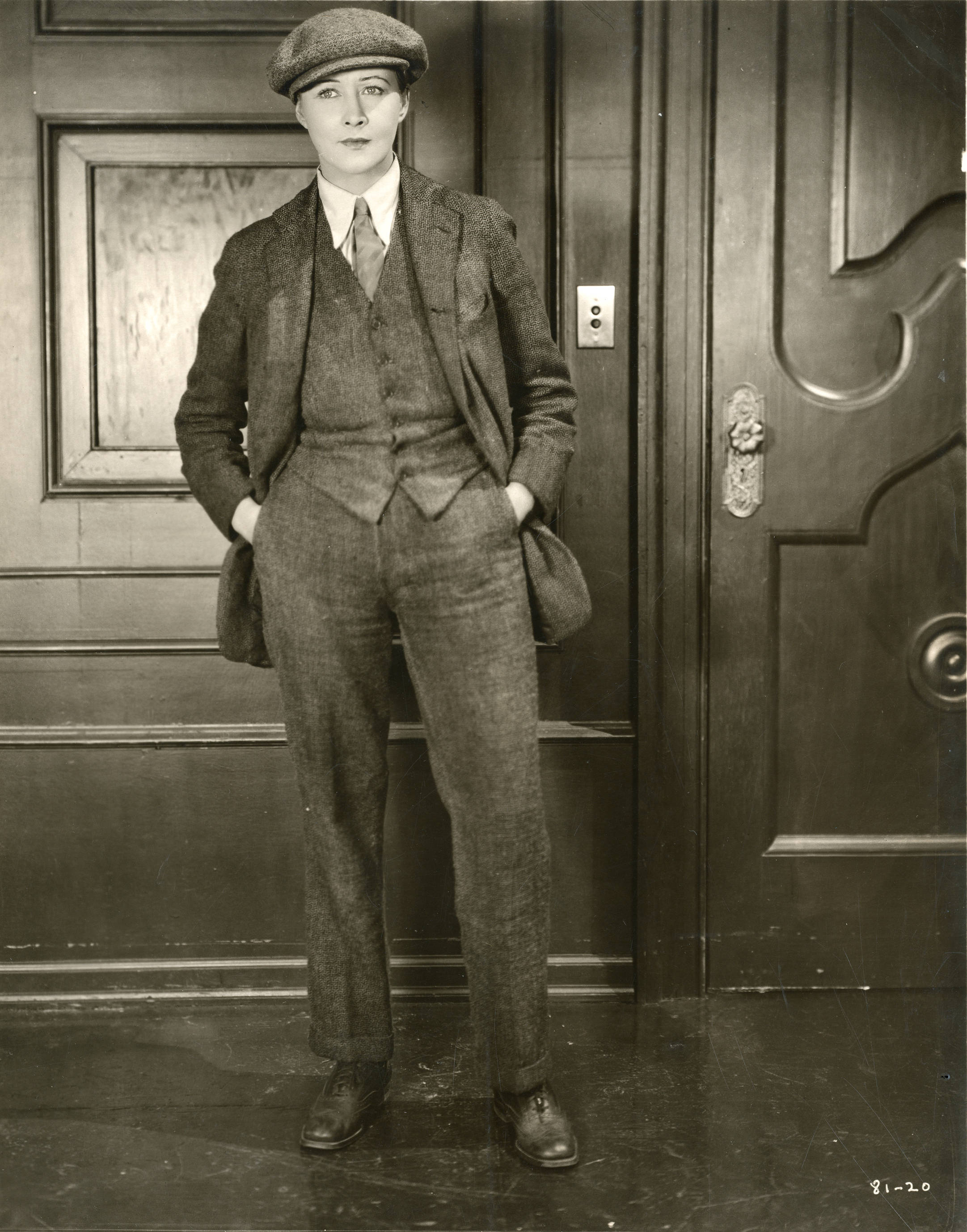
Anna Q. Nilsson habillée en homme.

- Anna Q. Nilsson : Lady Flavia Desmond
- James Kirkwood : Lune Druro
- Tully Marshall : Count Blauhimel
- Joseph Kilgour : Conrad Lypiatt
- Bernard Randall : Eric Luff
- Ruth Clifford : Gay Lypiatt
- Claire Du Brey : Luchia Luff
- Claire McDowell : Mrs. Hope
- Charles Ray : Native Tribesman
- Eddie Sturgis : Native Tribesman
- Olive Borden : Native Girl (non créditée)